# Liste des séries parues dans l'Ultra Jump
Cette page annexe liste l'ensemble des séries de manga étant ou ayant été prépubliées dans le magazine mensuel Ultra Jump de l'éditeur Shūeisha.

## Liste
Liste des séries ayant été pré-publiées dans l'Ultra Jump.

### Années 1990

#### 1995 - 1999
| Titre                                                                                         | Auteur / scénariste | Première publication | Dernière publication |
| --------------------------------------------------------------------------------------------- | ------------------- | -------------------- | -------------------- |
| Ashen Victor (灰者)                                                                           | Yukito Kishiro      | Septembre 1995       | Juillet 1996         |
| Tattoon Master (タトゥーン☆マスター)                                                          | Akihisa Yanari      | 1996                 | 1997                 |
| Steam Detectives (快傑蒸気探偵団)                                                             | Kia Asamiya         | 1996                 | 1998                 |
| Seihō Bukyō Autorō Sutā (星方武侠アウトロースター)                                            | Takehiko Itō        | 1996                 | 1999                 |
| Fortune (フォーチュン)                                                                        | Nao Kurebayashi     | 1996                 | 1999                 |
| Bōken Dokino Watashi-tachi Densetsu (冒険どきの私達伝説)                                      | Q-taro Hanamizawa   | 1997                 | 1998                 |
| Sanjūshi Jiken Chō (三銃士事件帖)                                                             | Kaishaku            | 1997                 | 1998                 |
| Martian Deka (火星人刑事)                                                                     | Kōichirō Yasunaga   | 1997                 | Septembre 2002       |
| Agharta (アガルタ)                                                                            | Takaharu Matsumoto  | Août 1997            | en pause depuis 2009 |
| Migawari Accidents (みがわりアクシデンツ)                                                     | Hiroshi Aro         | 1998                 | 1998                 |
| Silent Genesis (寡黙の刻)                                                                     | Hiromichi Yoshino   | 1998                 | 1999                 |
| Aqua Knight (水中騎士)                                                                        | Yukito Kishiro      | 1998                 | Septembre 2000       |
| The KNDI Files: A Case Chronicle of a Young Private Detectivess (少女探偵 金田はじめの事件簿) | Yoshitō Asari       | 1998                 | Février 2000         |
| Angel Note (エンジェルノート)                                                                 | Motō Koyama         | 1998                 | Janvier 2001         |
| Heart Sugar Town (HEART SUGAR TOWN)                                                           | Kohime Ohse         | 1998                 | Janvier 2001         |
| Hakaima Sadamitsu (破壊魔定光)                                                                | Masahiko Nakahira   | 1998.28              | Novembre 2005        |
| Enfer et Paradis (天上天下)                                                                   | Ōgure Ito           | Novembre 1998        | Septembre 2010       |
| I t (イット)                                                                                  | Toshiki Yui         | 1999                 | 1999                 |
| Riot (RIOT)                                                                                   | Satoshi Shiki       | 1999                 | 1999                 |
| The Monkey King (西遊奇伝 大猿王)                                                             | Katsuya Terada      | 1999                 | Septembre 2000       |
| Kagome Kagome (かごめかごめ)                                                                  | Toshiki Yui         | 1999                 | Juillet 2001         |
| Jomoguida the Ult.Sister (最終シスター四方木田)                                               | Hime Ira            | 1999                 | Décembre 2002        |
| Agito Immortal (不死者あぎと)                                                                 | Yuri Narushima      | Novembre 1999        | Février 2004         |

### Années 2000

#### 2000 - 2004
| Titre                                               | Auteur / scénariste             | Première publication | Dernière publication            |
| --------------------------------------------------- | ------------------------------- | -------------------- | ------------------------------- |
| Takeru Hime (タケルヒメ)                            | Fujihiko Hosono                 | Février 2000         | Août 2000                       |
| Arahabaki (アラハバキ)                              | Kōshi Rikudō                    | Mars 2000            | Septembre 2001                  |
| BWH (BWH)                                           | Q-taro Hanamizawa               | Mars 2000            | Août 2002                       |
| The Story of Fukujin's Mysterious Town (福神町綺譚) | Kamui Fujiwara                  | Avril 2000           | Octobre 2000                    |
| T T ()                                              | aloha                           | Avril 2000           | Juillet 2000                    |
| Omokage Maru (面影丸)                               | Yū Itō                          | Mai 2000             | Décembre 2000                   |
| Happy World! (ハッピーワールド!)                    | Kenjirō Takeshita               | Juin 2000            | Juillet 2006                    |
| Read or Die (R.O.D -READ OR DIE-)                   | Shutaro Yamada, Hideyuki Kurata | Juillet 2000         | Août 2005                       |
| Samurai Gun Gekkō (サムライガン月光)                | Kazuhiro Kumagai                | Octobre 2000         | Décembre 2003                   |
| Neko Nekotai ga Iku!! (ねこねこ隊が行く！！)        | Mitsue Aoki                     | Octobre 2000         | Mai 2004                        |
| Propeller Heaven (プロペラ天国)                     | Hitoshi Tomizawa                | Novembre 2000        | Septembre 2001                  |
| Gunnm Last Order (銃夢Last Order)                   | Yukito Kishiro                  | Décembre 2000        | Juillet 2010                    |
| Bastard!! (バスタード!! -暗黒の破壊神-)             | Kazushi Hagiwara                | Décembre 2000        | en cours (parution irrégulière) |
| Puppet Show -Kuǐlěi Xì- (傀儡戲-カーレイヒ-)        | Akira Takahashi                 | Février 2001         | Septembre 2003                  |
| Luca, the Summer I Shared with You (琉伽といた夏)   | Masaya Hokazono                 | Avril 2001           | Octobre 2003                    |
| Magical Meow Meow Taruto (魔法少女猫たると)         | Kaishaku                        | Mai 2001             | Juin 2003                       |
| Petit Monster (ぷちモン)                            | Aoi Nanase                      | Septembre 2001       | Février 2010                    |
| God of the Sands, People of the Sky (砂の神 空の人) | Toshiki Yui                     | Novembre 2001        | Mai 2002                        |
| Strega! (ストレガ!)                                 | Kōichirō Yonemura               | Novembre 2001        | Novembre 2003                   |
| Heaven's Prison (天獄 -HEAVEN'S PRISON-)            | Hiroyuki Utatane                | Août 2002            | En cours                        |
| My Two Wings (ボクのふたつの翼)                     | Toshiki Yui                     | Août 2002            | Octobre 2005                    |
| Hells Angels (ヘルズエンジェルス)                   | Sin-Ichi Hiromoto               | Septembre 2002       | Mai 2004                        |
| The Tale of Genji (源氏物語)                        | Tatsuya Egawa, Murasaki Shikibu | Octobre 2002         | Février 2005                    |
| B.Reaction! (B.リアクション!)                       | Hirohisa Tsuruta                | Février 2003         | Novembre 2004                   |
| Read or Dream (R.O.D -READ OR DREAM-)               | Ran Ayanaga, Hideyuki Kurata    | Juillet 2003         | Août 2005                       |
| Needless (ニードレス)                               | Kami Imai                       | Novembre 2003        | Juin 2013                       |
| Cloth Road (クロスロオド)                           | Okama, Hideyuki Kurata          | Décembre 2003        | Juin 2011                       |
| Blue Sanctus (蒼のサンクトゥス)                     | Hajime Yamamura                 | Janvier 2004         | Février 2007                    |
| Between You And Me (僕と君の間に)                   | Nakaba Suzuki                   | Mars 2004            | Mars 2006                       |
| Imperial Guards (皇国の守護者)                      | Yū Itō, Daisuke Satō            | Juillet 2004         | Octobre 2007                    |
| Go Go★Heaven (GO GO★HEAVEN)                         | Sin-Ichi Hiromoto               | Août 2004            | Mai 2005                        |

#### 2005 - 2009
| Titre                                                           | Auteur / scénariste             | Première publication | Dernière publication |
| --------------------------------------------------------------- | ------------------------------- | -------------------- | -------------------- |
| Steel Ball Run (スティール・ボール・ラン)                       | Hirohiko Araki                  | Avril 2005           | Mai 2011             |
| Abara (アバラ)                                                  | Tsutomu Nihei                   | Juin 2005            | Septembre 2001       |
| Dogs (DOGS/BULLETS&CARNAGE)                                     | shirow Miwa                     | Juillet 2005         | en cours             |
| Ninku 2nd Stage: Story of Etonins (忍空−SECOND STAGE 干支忍編−) | Kōji Kiriyama                   | Octobre 2005         | Septembre 2011       |
| Wild ☆ Pitch (わいるど☆ぴっち)                                  | Mario Kaneda                    | Novembre 2005        | Septembre 2007       |
| Grandeek ReeL (GRANDEEK ReeL)                                   | Kohime Ohse                     | Décembre 2005        | en cours             |
| Biomega (バイオメガ)                                            | Tsutomu Nihei                   | Mai 2006             | Février 2009         |
| Roman (ロマン)                                                  | Yukimaru Katsura, Sound Horizon | Mai 2007             | Novembre 2008        |
| Peace Maker (ピース メーカー)                                   | Ryōji Minagawa                  | Juillet 2007         | Juin 2016            |
| Mebius Gear (メビウスギア)                                      | Shinshi Rikudō, Toshiki Inōe    | Décembre 2007        | Novembre 2009        |
| Shumerian (シュメール星人)                                      | Yū Tsunamino                    | Janvier 2008         | Juin 2010            |
| Hayate × Blade (はやて×ブレード)                                | Shizuru Hayashiya               | Septembre 2008       | Juillet 2013         |
| Akikan! (アキカン)                                              | Momotaro Miyano                 | Novembre 2008        | Juin 2009            |
| Anima Chal Lives (アニマ・カル・リブス)                         | Park Sung-woo                   | Décembre 2008        | Février 2012         |
| Hatsukoi Magical Blitz (初恋マジカルブリッツ)                   | Naoto Tenhiro, Shōta Asuka      | Février 2009         | Avril 2012           |
| Gingitsune (ぎんぎつね)                                         | Sayori Ochiai                   | Juin 2009            | en cours             |
| No One Knows ~Confucius Didn't Say~ (誰も知らない 〜子不語〜)   | Xià Dá                          | Mars 2009            | Août 2010            |

#### 2010 - 2014
| Titre                                                                             | Auteur / scénariste                         | Première publication | Dernière publication |
| --------------------------------------------------------------------------------- | ------------------------------------------- | -------------------- | -------------------- |
| Dorikei (℃りけい。)                                                               | Wadapen, Juntarō Aoki                       | Juin 2010            | Mai 2014             |
| Jumbor (ユンボル -JUMBOR-)                                                        | Hiroyuki Takei, Hiromasa Mikami             | Août 2010            | en cours             |
| Moon Edge (MOON EDGE)                                                             | Masayuki Takano                             | Novembre 2010        | 2012                 |
| Hieda's Students (2) Evil Sea Fish (稗田の生徒たち（２） 悪魚の海)                | Daijirō Morohoshi                           | Décembre 2010        | Mars 2011            |
| Kaizyu no Tail (怪獣のテイル)                                                     | F4U                                         | Janvier 2011         | 2012                 |
| Tsuki Robo (つきロボ)                                                             | Masahiko Nakahira                           | Janvier 2011         | 2013                 |
| Ad Astra —Scipio and Hannibal— (アド・アストラ -スキピオとハンニバル-トラ)        | Kagaminohachi                               | Avril 2011           | en cours             |
| JoJolion (ジョジョリオン)                                                         | Hirohiko Araki                              | Mai 2011             | en cours             |
| Chōkakō (長歌行)                                                                  | Xia Da                                      | Janvier 2012         | Avril 2016           |
| Tail Star (テイルスター)                                                          | Okama                                       | Février 2012         | 2014                 |
| Biorg Trinity (バイオーグ・トリニティ)                                            | Ōtarō Maijō, Ōgure Ito                      | Décembre 2012        | Décembre 2019        |
| Kuroda-san to Katagiri-san (黒田さんと片桐さん)                                   | Nini                                        | Juin 2013            | Décembre 2015        |
| Minikui Kaeru no Ko (みにくいカエルの娘)                                          | Takahito Kobayashi                          | Juillet 2013         | Janvier 2015         |
| Hayate X Blade 2 (はやて×ブレード2)                                               | Shizuru Hayashiya                           | Septembre 2013       | Décembre 2017        |
| Koi wa Hikari (恋は光)                                                            | Aki★Eda                                     | Octobre 2013         | Octobre 2017         |
| Steins;Gate Mugen Enten no Arc Light (STEINS;GATE 無限遠点のアークライト)         | Yoichiro Nariie                             | Avril 2014           | Octobre 2014         |
| Q (Q[クー])                                                                       | Tatsuya Shihira                             | Mai 2014             | Décembre 2015        |
| Momoiro Armet (ももいろアーメット)                                                | Terio Teri                                  | Juin 2014            | Juin 2015            |
| Dasei 67 Percent (惰性67パーセント)                                               | Shimimaru                                   | Juillet 2014         | en cours             |
| Pro-wres Concerto (プロレス協奏曲)                                                | Masato Hara, Nicolas de Crécy               | Juillet 2014         | Décembre 2014        |
| Monster's Kindergarten -Kaijin Yōchien- (monster's kindergarten -怪人ようちえん-) | Tetsuyarō Shinkaida                         | Août 2014            | Février 2019         |
| WIXOSS (セレクター・インフェクテッド・ウィクロス -ピーピング・アナライズ-)        | Mari Okada, Manatsu Suzuki                  | Août 2014            | Mai 2015             |
| No Guns Life (ノー・ガンズ・ライフ)                                               | Tasuku Karasuma                             | Septembre 2014       | en cours             |
| Onikujo Kajuen (オニクジョ果樹園)                                                 | Yoichi Abe                                  | Septembre 2014       | Décembre 2014        |
| Terra Formars Gaiden Rain Hard (テラフォーマーズ外伝 RAIN HARD)                   | Yū Sasuga, Kenichi Watanabe, Satoshi Kimura | Octobre 2014         | Janvier 2015         |

#### 2015 - 2019
| Titre                                                                                | Auteur / scénariste           | Première publication | Dernière publication |
| ------------------------------------------------------------------------------------ | ----------------------------- | -------------------- | -------------------- |
| Eiyuu Kyoushitsu - Honoo no Jotei (英雄教室─炎の女帝─)                               | Shin Araki, Takashi Minakuchi | Février 2015         | Août 2015            |
| Ariadne no Kanmuri (アリアドネの冠)                                                  | Mari Shimazaki                | Mars 2015            | Octobre 2017         |
| Levius/est (レビウス エスト)                                                         | Haruhisa Nakata               | Avril 2015           | Juillet 2021         |
| La Vie en Doll (ラヴィアンドール)                                                    | Junya Inoue                   | Mai 2015             | Septembre 2016       |
| Selector Infected WIXOSS〜Mayu no Oheya〜 (selector infected WIXOSS〜まゆのおへや〜) | LRIG, Nini                    | Juillet 2015         | Septembre 2016       |
| Little Witch Academia (リトルウィッチアカデミア)                                     | Terio Teri                    | Août 2015            | Novembre 2015        |
| Lady & Oldman (レディ＆オールドマン)                                                 | Natsume Ono                   | Octobre 2015         | Septembre 2019       |
| Rapaz Theme Park (ラパス・テーマパーク)                                              | Shinichirō Nariie             | Novembre 2015        | Juin 2018            |
| RWBY (ルビー)                                                                        | shirow Miwa                   | Novembre 2015        | Février 2017         |
| Connect (コネクト)                                                                   | Manatsu Suzuki                | Décembre 2015        | Novembre 2018        |
| Moira (ミラ)                                                                         | Yukimaru Katsura              | Décembre 2015        | en cours             |
| Mononogatari (もののがたり)                                                          | Onigunsō                      | Janvier 2016         | en cours             |
| Rozen Maiden Zero (ローゼンメイデン0 -ゼロ-)                                         | Peach-Pit                     | Février 2016         | Mars 2019            |
| Maōsama Chotto Sore Totte!! (魔王様ちょっとそれとって!!)                             | Tomoya Haruno                 | Mars 2016            | Novembre 2018        |
| Uchū Patrol Luluco (宇宙パトロールルル子)                                            | Hiroyuki Imaishi, Nanboku     | Avril 2016           | Juin 2016            |
| Lostorage incited WIXOSS (Lostorage incited WIXOSS〜必殺♡オーネスト〜)               | Nini, LRIG                    | Octobre 2016         | Décembre 2016        |